# Bykowskie
Bykowskie (biał. Быкоўскія, Bykouskija; ros. Быковские, Bykowskije) – wieś na Białorusi, w obwodzie witebskim, w rejonie brasławskim, w sielsowiecie Opsa.

## Historia
W latach 1921–1945 wieś leżała w Polsce, w województwie nowogródzkim (od 1926 w województwie wileńskim), w powiecie brasławskim, w gminie Opsa.
Według Powszechnego Spisu Ludności z 1921 roku zamieszkiwało tu 137 osób, wszystkie były wyznania rzymskokatolickiego i zadeklarowały polską przynależność narodową. Było tu 25 budynków mieszkalnych. W 1931 w 24 domach zamieszkiwało 100 osób.
Miejscowość należała do parafii rzymskokatolickiej w Opsie. Podlegała pod Sąd Grodzki w Opsie i Okręgowy w Wilnie; właściwy urząd pocztowy mieścił się w Opsie.